# Жока-Маркис

Жока-Маркис на карте штата.

Жока-Маркис (порт. Joca Marques) — муниципалитет в Бразилии, входит в штат Пиауи. Составная часть мезорегиона Север штата Пиауи. Входит в экономико-статистический микрорегион Байшу-Парнаиба-Пиауиенси. Население составляет 5100 человек на 2010 год. Занимает площадь 166,443 км². Плотность населения — 30,64 чел./км².

## Демография
Согласно сведениям, собранным в ходе переписи 2010 г. Национальным институтом географии и статистики (IBGE), население муниципалитета составляет:
| Полное население                               | Полное население                               | Полное население                               | Полное население                               | 5100  |
| ---------------------------------------------- | ---------------------------------------------- | ---------------------------------------------- | ---------------------------------------------- | ----- |
| в том числе:                                   | Городское население                            | 1677                                           | Процент городского населения, %                | 32,88 |
|                                                | Сельское население                             | 3423                                           | Процент сельского населения, %                 | 67,12 |
|                                                | Мужское население                              | 2665                                           | Процент мужского населения, %                  | 52,25 |
|                                                | Женское население                              | 2435                                           | Процент женского населения, %                  | 47,75 |
| Плотность населения, чел/км²                   | Плотность населения, чел/км²                   | Плотность населения, чел/км²                   | Плотность населения, чел/км²                   | 30,64 |
| Население муниципалитета в % к населению штата | Население муниципалитета в % к населению штата | Население муниципалитета в % к населению штата | Население муниципалитета в % к населению штата | 0,16  |

По данным оценки 2016 года, население муниципалитета составляет 5308 жителей.

## Статистика
- Валовой внутренний продукт на 2003 год составляет 5 778 465 реалов (данные: Бразильский институт географии и статистики).
- Валовой внутренний продукт на душу населения на 2003 год составляет 1295,62 реалов (данные: Бразильский институт географии и статистики).
- Индекс развития человеческого потенциала на 2000 год составляет 0,524 (данные: Программа развития ООН).